# Gibarac
Gibarac es un pueblo ubicado en la municipalidad de Šid, en el distrito de Sirmia, Serbia.

## Superficie
Posee una superficie de 18,20 kilómetros cuadrados.

## Demografía
Hasta 2011 la población era de 989 habitantes, con una densidad de población de 54,35 habitantes por kilómetro cuadrado.